# 쿨레르보

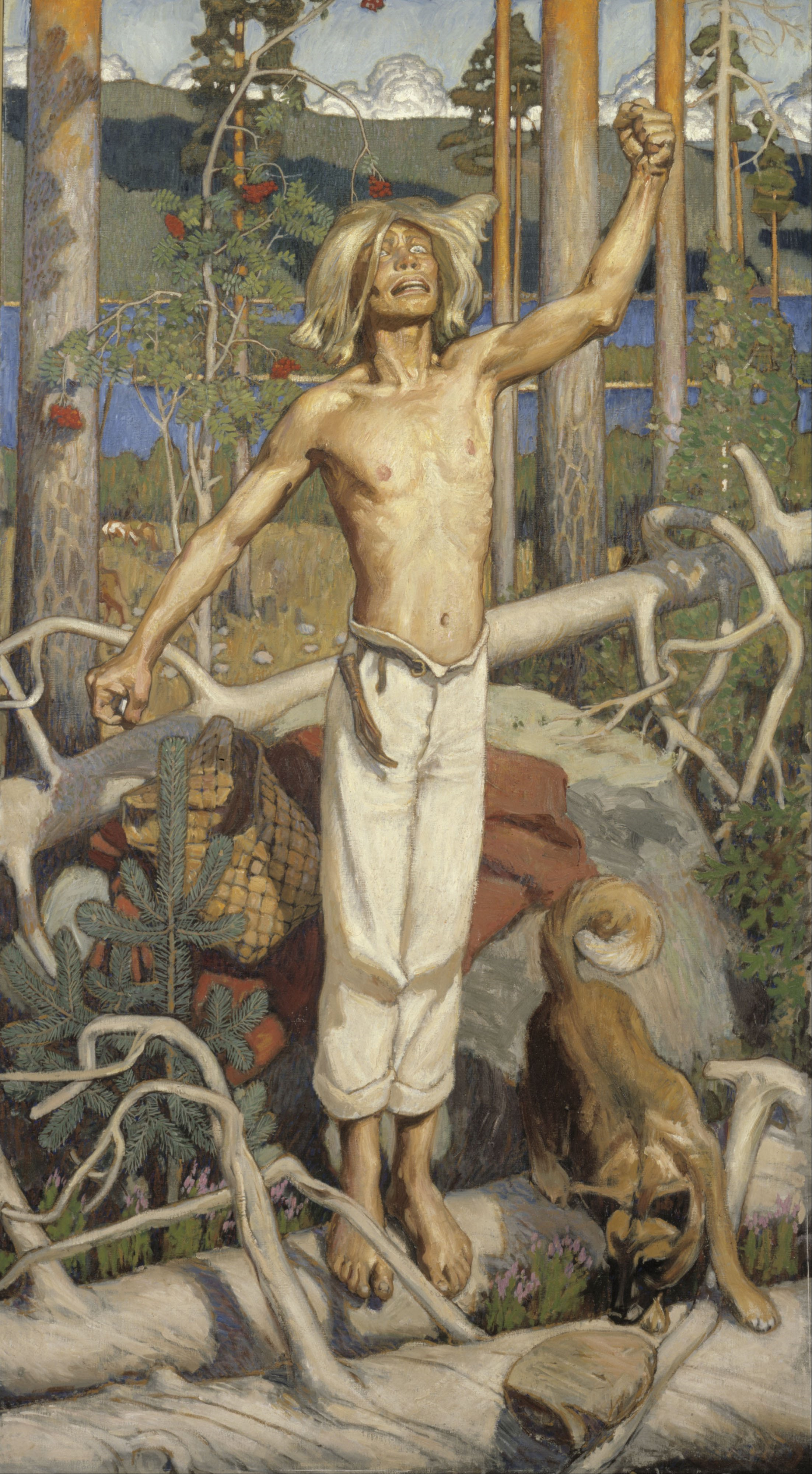
핀란드 화가 악셀리 갈렌칼렐라의 그림 〈쿨레르보의 저주〉

쿨레르보(핀란드어: Kullervo)는 핀란드의 국민서사시 칼레발라의 등장인물이다. 핀란드 신화에서 유일한 비극적 주인공이다. 칼레르보(Kalervo)의 아들로, 부족이 학살이 당한 뒤 자기 가족이 죽은 줄로 알고 자기 부족을 죽인 운타모(Untamo)에게 양육되었다. 나중에 쿨레르보는 노예로 팔렸고, 노예로서 고문당하고 모욕당했다. 마침내 도망친 쿨레르보는 한 여자를 유혹해서 성관계를 갖는데, 알고 보니 그 여자는 죽은 줄 알았던 누이였다. 자신들이 근친상간을 했다는 것을 알게 된 누이는 충격으로 자살한다. 쿨레르보는 분노로 미쳐 버리고 운타모의 부족으로 돌아가 그들을 모두 죽이고 자신도 자살한다.
쿨레르보 이야기는 아동학대를 논하고 있다는 점에서 특이한 신화다. 서사시 끝부분에 배이내뫼이넨이 나와서 세상의 모든 부모들에게 아이를 학대하지 말라고 경고한다. 필리프 폰 샨츠, 로베르트 카야누스, 장 시벨리우스, 아르마스 라우니스, 레비 마데토야 J. R. R. 톨킨 등의 창작자들이 쿨레르보 이야기를 주제로 작품을 만들었다.